# Chaînage

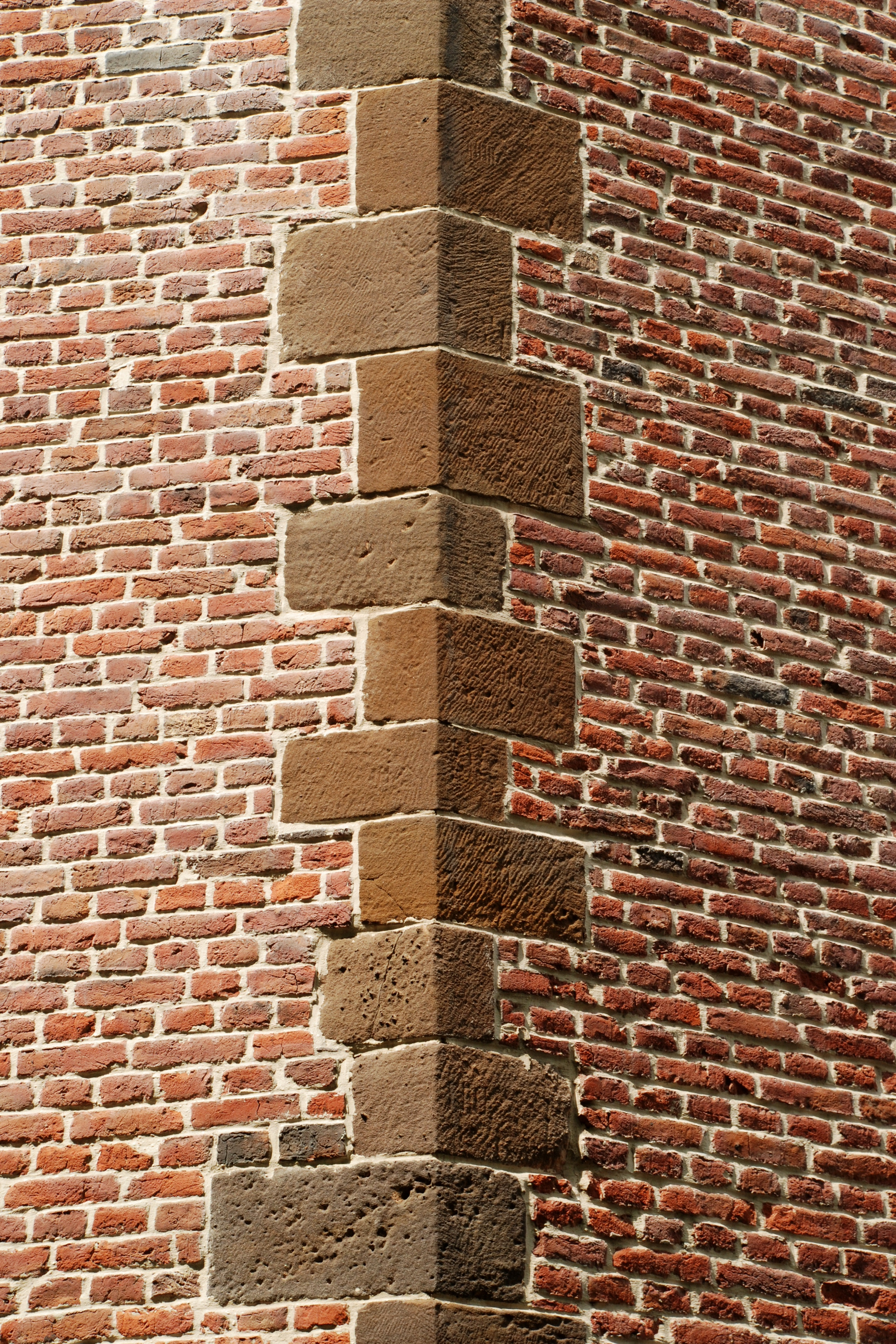
Chaîne d'angle en « besace », c'est-à-dire deux par deux, alternativement, panneresse sur boutisse (chevet de l'église Saint-Rémi d'Ottignies).

En architecture et construction, chaînage ou plus anciennement chaîne désignait à l'origine les chaines que l'on disposait dans les maçonneries pour en accroître la résistance ; un appareil intérieur donc, qui est en bois ou en fer. Par extension, chaînage désigne tous les moyens de liaison mécanique permettant d'augmenter la résistance d'un mur d'appareillage quelconque et notamment, lui conférer la capacité de résister à des efforts en flexion ou en cisaillement et par là empêcher qu'il ne se déverse, etc.
Dans la construction des murs de moellons on appelle chaînage les jambes ou piliers de pierre élevés d'aplomb, d'espace en espace pour les entretenir, les fortifier ou pour porter le bout d'une poutre ou pour former l'encoignure d'un bâtiment. On appelle chaîne d'encoignure ou chainage d'angle, celles qui sont au coin d'un avant-corps.
Dans l'usage moderne, un chaînage est l'armature métallique du béton armé en périphérie du mur ou de la dalle ou encore des réservations dans ceux-ci.

## Histoire du chainage: roseau, bois, chaines, treillis soudé
Hérodote rapporte l'emploi qu'on fait de mortier de bitume et de chaînages en roseau dans les fortifications de Babylone. À mesure qu'on creuse les fossés entourant la ville, on convertit la terre en briques que l'on fait cuire dans des fourneaux. Pour servir de liaison, on se sert de bitume chaud (ἀσφάλτῳ θερμῇ / aspháltôi thermêi), et de trente couches en trente couches de briques, on met des lits de roseaux entrelacés.
Les Romains et, même avant eux, les Grecs et les Égyptiens, avaient l’habitude, lorsqu’ils employaient le grand appareil, de relier les assises entre elles par de gros goujons de fer, de bronze ou même de bois, et les blocs entre eux par des crampons ou des queues d’aronde.

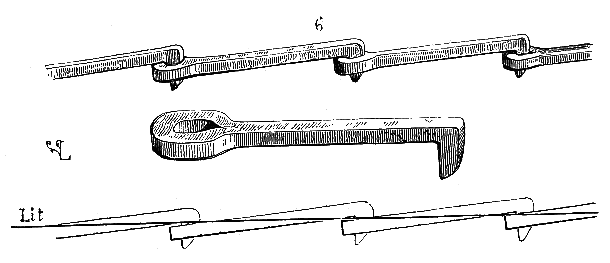
Chaînage (Sainte-Chapelle).

Le Moyen Âge applique le mot chaînage aux longrines de bois, aux successions de crampons de fer posés comme les chaînons d’une chaîne, ou même aux barres de fer, noyés dans l’épaisseur des murs horizontalement et destinés à empêcher les écartements, la dislocation des constructions en maçonnerie : on trouve, dans presque toutes les constructions mérovingiennes et carolingiennes, des pièces de bois noyées longitudinalement dans l’épaisseur des murs, en élévation et même en fondation. Au XIIe siècle, ceux-ci sont remplacés par des crampons ou agrafes et, par la suite, des de véritable chaînes, des chaînages à demeure dans les maçonneries. Ces chaînes en acier (dit acier espagnol) dans la maçonnerie (ou l'entourant parfois) au-dessus des piliers ont été nécessaires pour les maintenir en place dans les nefs des cathédrales. Cette façon de faire se retrouve dans la Sainte-Chapelle de Paris qui est érigée au XIIIe siècle par Pierre de Montereau. Début XIXe siècle, la chaîne désigne une suite de plusieurs barres de fer, liées et assemblées par crochets, par clavettes, par des moufles, par des entailles ou assemblages à trait de Jupiter, et que l'on place dans l'épaisseur des murs ou en travers pour en empêcher la désunion ou l'écartement. Le treillis soudé découle de cette technique, elle définit le béton armé.

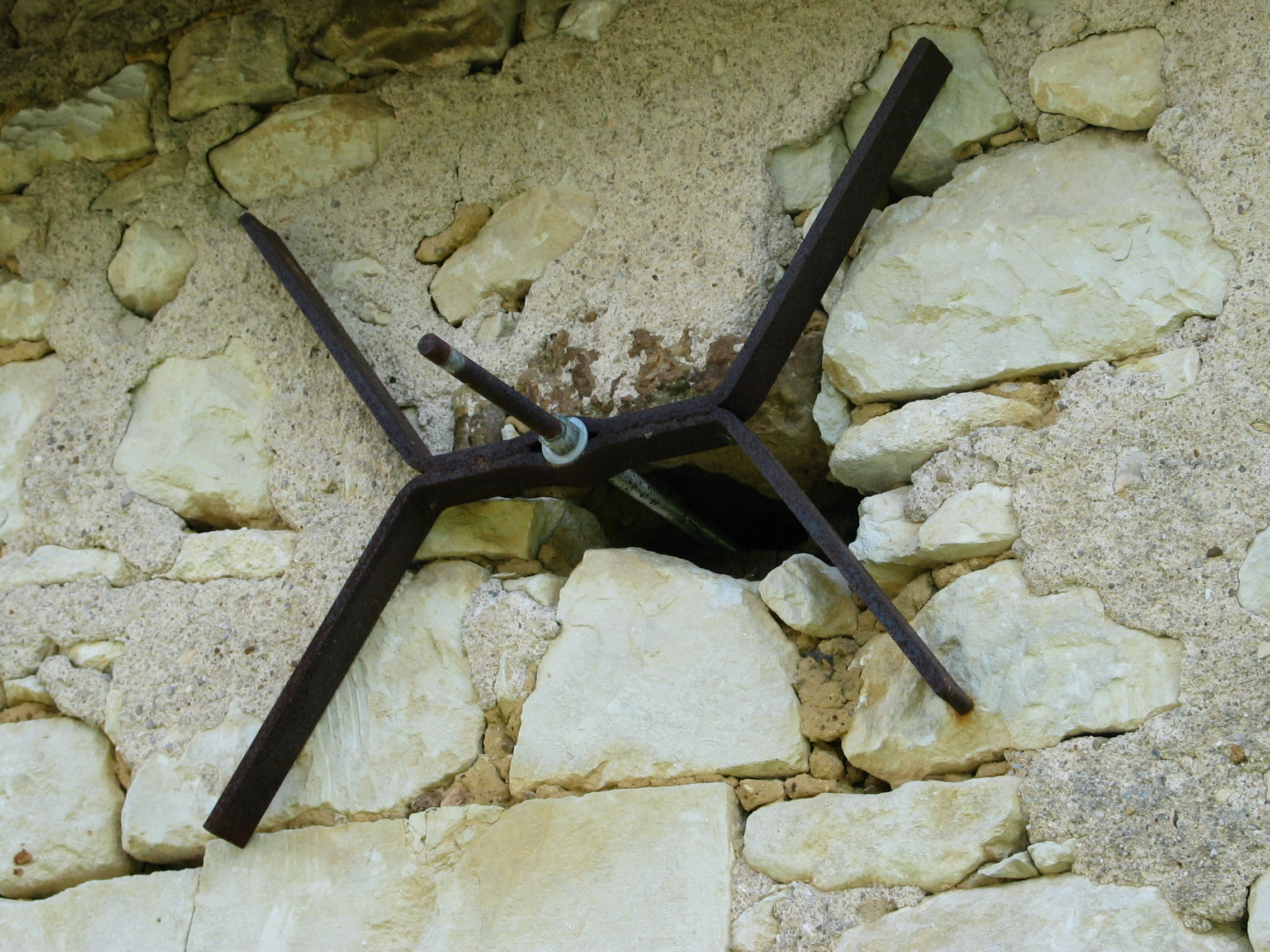
Ancre et tirant dans une maçonnerie en pierre.

Agrafes, crampons, goujons
Tirants

## Chaine ou chainage de maçonnerie

### Chaîne verticale
Chaîne d'angle
Partie en appareil formant l'angle saillant de la jonction de deux murs, l'encoignure de murs qui lie les corps de bâtiments et certains des avant-corps dans les constructions maçonnées. Ces parties peuvent être constituées en moellons ou en pierre de taille, pendant que les pans sont constitués d'un autre matériau moins coûteux. La chaîne des blocs pleins maçonnés peut être renforcée par des agrafes. Le chaînage des briques et blocs alvéolaires se fait en introduisant verticalement des fers à béton dans les alvéoles des éléments d'angle et en les liant par un mortier.
Chaîne verticale de pan de mur
Partie en milieu  de mur long pan qui est en général le départ d'un mur de refend transversal ou longitudinal du corps de bâtiment ; elle est appelée aussi « chaîne de refend ».

### Chaîne horizontale

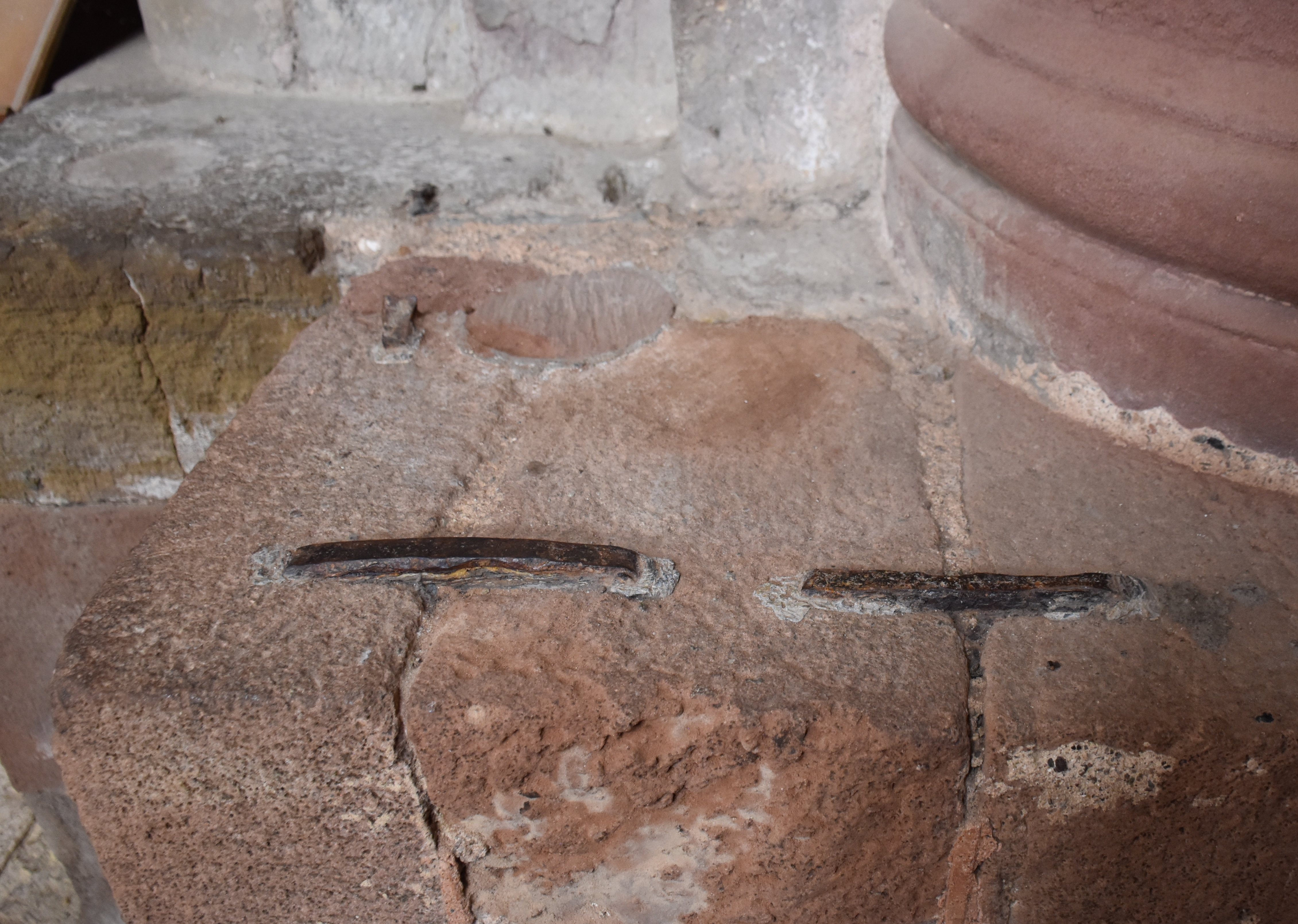
Chaînage de l'assise d'une colonne d'église.

Partie en milieu de pan de mur ou à son sommet, elle est faite d'un appareil en brique ou pierre taillée (moellon ou pierre de taille) qui constitue aussi l'assise répartisseuse de charges en départ de plancher. Le chaînage horizontal peut être fait par des tirants métalliques et des ancres en façade ancienne. Le chaînage avec des briques et des blocs alvéolaires se fait par une poutre armée en long liée au chaînage vertical. La poutre périphérique départ de dalle béton contribue à la rigidité, au « contreventement » dans tous les axes. Le balcon filant peut comporter un chaînage horizontal si c'est une structure à mur rideau, le ferraillage du balcon simple est au niveau sa face supérieure, il passe au-dessus du chaînage pour se lier par dessus à celui de la dalle qui lui est dessous.